# Campeonato Mundial de Ciclismo em Pista de 1965
O Campeonato Mundial UCI de Ciclismo em Pista de 1965 foi realizado na cidade de San Sebastián, na Espanha entre os dias 6 a 12 de setembro. Foram disputadas nove eventos, 7 para os homens (3 para os profissionais, 4 para amadores) e 2 para mulheres.
As provas aconteceram no  Velódromo de Anoeta.

## Sumário de medalhas

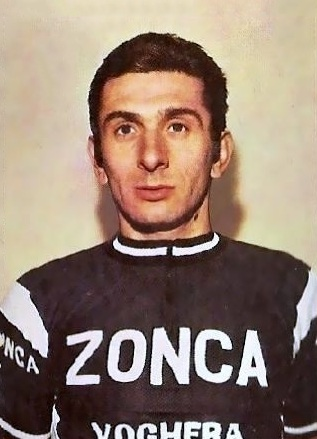
Giuseppe Beghetto ciclista da Itália, vencedor da prova de velocidade.

| Eventos profissionais masculinos |                                                                                                  |                                                                                    |                                                                               |
| Velocidade individual            | Giuseppe Beghetto · Itália                                                                       | Patrick Sercu · Bélgica                                                            | Ron Baensch · Austrália                                                       |
| Perseguição individual           | Leandro Faggin · Itália                                                                          | Ferdinand Bracke · Bélgica                                                         | Dieter Kemper · Alemanha Ocidental                                            |
| Motor-paced                      | Guillermo Timoner · Espanha                                                                      | Romain De Loof · Bélgica                                                           | Jacob Oudkerk · Países Baixos                                                 |
| Eventos amadores masculinos      |                                                                                                  |                                                                                    |                                                                               |
| Velocidade individual            | Omar Phakadze · União Soviética                                                                  | Giordano Turrini · Itália                                                          | Daniel Morelon · França                                                       |
| Perseguição individual           | Tiemen Groen · Países Baixos                                                                     | Stanislav Moskvin · União Soviética                                                | Preben Isaksson · Dinamarca                                                   |
| Perseguição por equipe           | União Soviética · Stanislav Moskvin · Sergeï Teretschenkov · Mikhail Kolyuschev · Leonid Vukolov | Itália · Cipriano Chemello · Vincenzo Mantovani · Aroldo Spadoni · Luigi Roncaglia | Tchecoslováquia · Jiří Daler · Milan Puzrla · Frantisek Rezak · Milos Jelinek |
| Motor-paced                      | Miguel Mas · Espanha                                                                             | Etienne Van der Vieren · Bélgica                                                   | Alain Marechal · França                                                       |
| Eventos femininos                |                                                                                                  |                                                                                    |                                                                               |
| Velocidade individual            | Valentina Savina · União Soviética                                                               | Galina Ermolaeva · União Soviética                                                 | Karin Stüwe · Alemanha Oriental                                               |
| Perseguição individual           | Yvonne Reynders · Bélgica                                                                        | Hannelore Mattig · Alemanha Oriental                                               | Aino Pouronen · União Soviética                                               |

## Quadro de medalhas

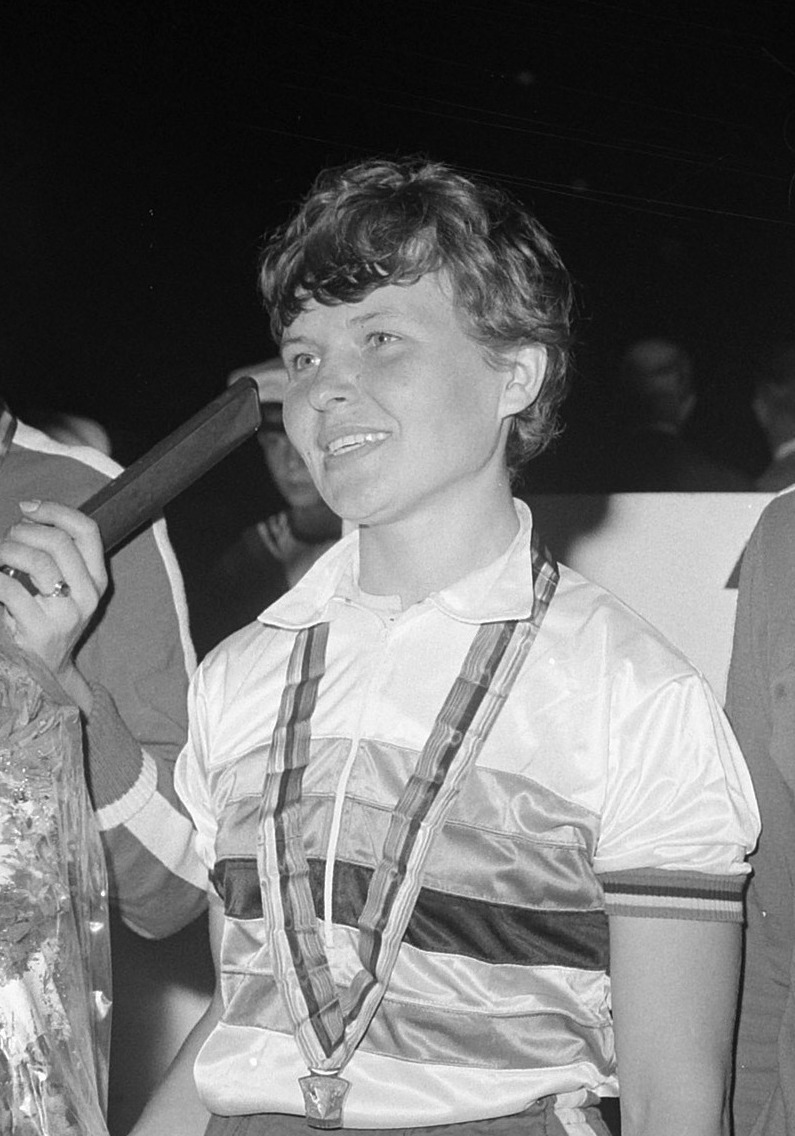
Valentina Savina ciclista da União Soviética vencedora da prova feminina de velocidade.

| Ordem | País               | Medalha de ouro | Medalha de prata | Medalha de bronze | Total |
| ----- | ------------------ | --------------- | ---------------- | ----------------- | ----- |
| 1     | União Soviética    | 3               | 2                | 1                 | 6     |
| 2     | Itália             | 2               | 2                | 0                 | 4     |
| 3     | Espanha            | 2               | 0                | 0                 | 2     |
| 4     | Bélgica            | 1               | 4                | 0                 | 5     |
| 5     | Países Baixos      | 1               | 0                | 1                 | 2     |
| 6     | Alemanha Oriental  | 0               | 1                | 1                 | 2     |
| 7     | França             | 0               | 0                | 2                 | 2     |
| 8     | Austrália          | 0               | 0                | 1                 | 1     |
| 8     | Dinamarca          | 0               | 0                | 1                 | 1     |
| 8     | Alemanha Ocidental | 0               | 0                | 1                 | 1     |
| 8     | Tchecoslováquia    | 0               | 0                | 1                 | 1     |
|       | TOTAL              | 9               | 9                | 9                 | 27    |